# Levaré
Levaré är en kommun i departementet Mayenne i regionen Pays de la Loire i nordvästra Frankrike. Kommunen ligger i kantonen Gorron som tillhör arrondissementet Mayenne. År 2022 hade Levaré 274 invånare.

## Befolkningsutveckling
Antalet invånare i kommunen Levaré
| Referens: INSEE |